# Gennaro Orlando
Gennaro Andrea Saverio Orlando (Gragnano, 28 ottobre 1844 – Nocera Inferiore, 3 ottobre 1912) è stato uno storico e commediografo italiano.

## Vita
Nacque a Gragnano nella dimora estiva della famiglia. Suo padre, l'avvocato Giuseppe Orlando, e la madre, la nobildonna Anna Maria Sasso del Verme, erano entrambi nocerini. Educato secondo ideali unitari (suo padre aveva aderito alla Giovine Italia) fu avviato fin da piccolo agli studi classici.
A dieci anni rimase orfano di madre. A seguito della morte del padre, per completare la propria educazione si trasferì a Napoli presso uno zio materno. Tornò a Nocera nel 1868, dove sposò Clementina Tortora, una ragazza di origine paganese.
Ottenuta la cattedra di italiano presso la scuola tecnica "Francesco Solimena" (prima sita nel Borgo Vescovado, poi trasferita a Capocasale di Nocera Inferiore), restò diversi anni in questo istituto, fin quando, nel 1886, ne assunse il ruolo di direttore. Rimasto vedovo, nel 1909 si risposò, ma il secondo matrimonio non fu felice. Morì a Nocera Inferiore il 3 ottobre del 1912. Alla sua memoria sono dedicate due strade: una a Nocera Superiore e una a Nocera Inferiore, città nel cui cimitero comunale è stato sepolto.

## Opere
La passione per la storia e per i libri (che lo aveva portato ad aprire, con scarsa fortuna, una tipografia nel centro della città), culminò nella produzione e pubblicazione della Storia di Nocera de' Pagani, un'opera in tre volumi pubblicata tra il 1884 e il 1888 e più volte riedita nel corso del tempo. Fu autore di diverse commedie (Tirare e mollare, Ad ogni uccello suo nido è bello, Zimbello e paretaio, Lucia, Gli scontenti, La famiglia Brunett, L'educazione della donna, Chi perde ha torto, Un uomo d’arme nel 1500). Il suo maggior successo fu Gli scontenti, che fu rappresentata al teatro Sannazaro di Napoli dalla compagnia Bellotti Bon nell'ottobre del 1878 e portata in tournée a Palermo, Torino, Genova e Roma. Nel novembre del 1900 l'opera approdò anche a Nocera, dove fu messa in scena dell'Associazione filodrammatica nocerina. L'ultima fatica fu il libriccino Ricordi nocerini: settembre 1860, dato alle stampe nel 1910.